# Dark Mountain
Dark Mountain è un film del 1944, diretto da William Berke. 

## Trama
Il ranger Don Bradley ha atteso la sua promozione ad una mansione di maggiore responsabilità e retribuzione per dichiararsi finalmente a Kay, solo per scoprire che la ragazza si è da poco piuttosto precipitosamente sposata con Steve Downey.
Kay non tarda a scoprire che il marito è un malvivente, e vorrebbe lasciarlo. Ma quando quest'ultimo uccide un investigatore ed uno dei suoi propri uomini, anche lei, in quanto co-intestataria dell'azienda tramite la quale il marito dirige le proprie operazioni criminose, è ricercata dalla polizia. Nella fuga Kay e Steve prendono strade diverse, e Kay chiede aiuto a Don, che le trova un nascondiglio in una isolata casupola montana non lontana dalla postazione dei ranger, che Don presiede insieme al collega Willie e al cane Luther.
Steve dopo qualche tempo rintraccia la moglie, e condivide il suo nascondiglio, minacciandola di morte nel caso avesse rivelato la sua presenza a Don, che ogni giorno va a rifornirla di vettovaglie. Don tuttavia, messo sull'all'erta da alcuni indizi, sospetta che Kay nasconda con sé il marito. Un giorno Don e Kay, dalla casupola montana, sentono alla radio che l'omicida Steve Downey sarebbe stato avvistato nel sud del paese, lontano da lì. Steve, nascosto nella stanza attigua, basandosi su quanto ha sentito alla radio si convince che le acque si siano calmate e reputa quello il momento giusto per fuggire: esce dunque allo scoperto, e tiene Don sotto tiro.
Ma nella casa compare Willie: la notizia radiofonica era in realtà un falso, architettato dai due ranger per stanare l'omicida. Steve sfugge all'arresto facendosi scudo di Kay, e con lei si dà alla fuga sul furgoncino dei ranger, che li inseguono su un'altra auto. Il cane riesce a balzare sul mezzo dei fuggitivi, infastidisce Steve alla guida, poi si getta dal veicolo insieme a Kay, che, nella caduta, rimane illesa. Steve perde il controllo del mezzo, che finisce contro un albero, in quello che sarebbe stato un incidente minore se il furgone non fosse stato carico di dinamite, che i ranger detenevano per motivi di servizio, e che esplode rovinosamente.     

## Produzione
Il film è basato sulla sceneggiatura originale Thunder Mountain, di Dean Franklin e Charles Royal, acquistata nel gennaio 1944 dalla Pine-Thomas Productions ed intesa come veicolo di lancio per Chester Morris , il quale tuttavia optò per il film della Columbia Pictures The Adventure of Jim Burke e venne rimpiazzato da Regis Toomey. La prevista protagonista femminile, Helen Walker, lasciò il suo ruolo a Ellen Drew per girare invece In giro con due americani.    
Dick Purcell morì d'infarto poco prima di girare il film, e fu rimpiazzato da Carroll Nye, che aveva appena finito di prendere parte al cortometraggio Soldiers of the Soil per la Pine-Thomas.
Le riprese ebbero inizio il 9 aprile 1944.